# SBT Notícias (2016)
SBT Notícias foi um telejornal noturno brasileiro produzido e exibido pelo SBT desde a madrugada do dia 20 de setembro de 2016 até 15 de junho de 2019. O jornalístico contava com a apresentação do ex-repórter da sucursal gaúcha da emissora, Cassius Zeilmann, com revezamento na apresentação de Analice Nicolau, Karyn Bravo, Lívia Raick, Darlisson Dutra, Márcia Dantas e Carolina Aguaidas. Era considerado o principal telejornal da madrugada.
O telejornal foi criado para ocupar o espaço na grade a partir do cancelamento das séries exibidas na madrugada durante a semana e também do programa Okay Pessoal!!! de Otávio Mesquita. Inicialmente, no lugar desses programas, foi colocado no ar reprises do Jornal do SBT, que obtiveram boa audiência. Isso fez com que a direção da emissora investisse em um novo programa do gênero no horário. Esta nova versão se consolidou em primeiro lugar de audiência. Se tornou o principal telejornal da madrugada, tornando-se referência no Brasil. O SBT, até o momento, foi a única emissora a somar quase oito horas de jornalismo ao vivo, ininterruptamente.

## Antecedentes
Em 2014, a programação noturna do SBT era composta pela exibição original do Jornal do SBT e por séries estrangeiras adquiridas pela emissora, seguida por reexibições do mesmo telejornal no final da madrugada. Isso mudou quando o canal passou a investir no horário, quando estreou em março do mesmo ano o The Noite com Danilo Gentili, e, no mês seguinte, o Okay Pessoal!!!, apresentado por Otávio Mesquita. As séries acabaram perderam espaço na grade de programação com a estreia dos novos programas.
A exibição desses programas na grade foi alterada a partir de setembro de 2016, após ser anunciado um acordo da Rede Globo com a produtora Warner Bros., no qual implica exibição de conteúdos produzidos pela empresa norte-americana. Com esse anúncio, o SBT decidiu restringir a exibição das séries que comprou da produtora norte-americana, em que ainda possui direitos de exibição, durante apenas nas madrugadas dos finais de semana. Posteriormente, a direção da emissora negou que a mudança seria por causa do acordo entre a Globo e a Warner. Essa não foi a única mudança na grade. O programa Okay Pessoal!!! foi cancelado após uma reunião entre Otávio Mesquita e a direção da emissora. O cancelamento do programa foi feito devido ao Mesquita no Controle, novo programa semanal do apresentador aos sábados, no qual decidiu se focar exclusivamente.
Na semana seguinte, o SBT substituiu esses programas com as reprises do Jornal do SBT, que continuava com a sua exibição original indo ao ar após a exibição do programa de Danilo Gentili. A mudança na grade manteve uma boa audiência para o SBT, que obteve o primeiro lugar durante a exibições dessas reprises, segundo dados do Kantar IBOPE Media medidos na Região Metropolitana de São Paulo. Os bons resultados em índices de audiência fizeram com que a direção da emissora investisse em um telejornal inédito no horário no lugar ao invés das reprises.

## Exibição
A primeira edição do SBT Notícias era levada ao ar a partir das 2h30, no horário de Brasília, e seguia no ar até o início do telejornal diurno Primeiro Impacto, às 6h, com um corte às 3h30 para programação local. A periodicidade do jornal inicialmente não era diária, com o telejornal sendo exibido apenas entre as madrugadas de terças e sextas, tendo o início após o término do Jornal do SBT. Com o bom desempenho em audiência, o telejornal passou a ser exibido nos dias restantes da semana.
Em 2 de janeiro, o SBT Notícias ganhou um acréscimo em seu tempo de exibição, após o canal anunciar que o telejornal iria substituir o Jornal do SBT e o Primeiro Impacto. Este último, teve a sua faixa das 8h realocada para o programa Fofocando, que que também mudou de horário, e no lugar de sua faixa horária passou a ser exibido o Clube do Chaves, sessão com a exibição dos seriados Chaves e Chapolin. Os apresentadores dos respectivos telejornais cancelados foram acomodados na apresentação do SBT Notícias. O cancelamento desses telejornais deveu-se a falta de patrocinadores e também redução de custos.
No dia 23 de janeiro, o telejornal teve um segundo acréscimo em seu tempo de exibição, de 30 minutos, com a mudança de horário do Fofocando, que voltou a ser exibido durante o horário da tarde e passou a se chamar Fofocalizando. No entanto, tal acréscimo foi eliminado do SBT Notícias, uma vez que havia sido confirmado o retorno do telejornal Primeiro Impacto, no dia 1 de fevereiro de 2017, fazendo com que o mesmo voltasse a ser encerrado às 6h. Em 10 de julho de 2018, perdeu 25 minutos para a exibição da reprise do Roda a Roda.
Como consequência de redução de custos, o SBT demitiu as apresentadoras Karyn Bravo e Analice Nicolau e decretou o fim do SBT Notícias em 13 de junho de 2019, além de ter dispensado toda sua equipe. A faixa do jornalístico deverá ser ocupada por reprises do SBT Brasil e o retorno do Jornal da Semana, além de um esticamento no horário do Primeiro Impacto. O último telejornal foi exibido na madrugada de 15 para 16 de junho de 2019. O jornalista Flávio Ricco, autor da coluna TV E Famosos no portal UOL, observou que o SBT "entregou de graça a audiência para a concorrência", quando decidiu suspender os telejornais nas madrugadas.

### Furos
O horário de exibição do programa, ao vivo durante a madrugada, favoreceu ao jornalístico dar, em primeira mão, duas notícias de grande relevância: a morte do ditador cubano Fidel Castro, a queda do avião com a equipe de futebol da Chapecoense e a queda do Edifício Wilton Paes de Almeida no Largo do Paisandu, notícias dadas cerca de meia hora antes de canais com mais tradição em notícias, como a GloboNews e a BandNews TV. O telejornal também deu em primeira mão que o republicano Donald Trump foi eleito como presidente dos Estados Unidos.

## Formato
O SBT Notícias foi criado para substituir as reprises do Jornal do SBT exibidas durante a madrugada. Sendo exibido interruptamente até o início da manhã, o telejornal apresenta as suas notícias de forma similar aos boletins de canais noticiosos como a BandNews TV, que reapresentam a mesma notícia várias vezes com alguma eventual atualização das informações, além de contar com as notícias de última hora que acontecem durante a sua exibição. Entretanto, o bloco que era apresentado por Dudu Camargo se assemelhava a jornalísticos populares, como o Balanço Geral Manhã, que dá ênfase para notícias policiais.
A sua ancoragem era feita no estúdio de jornalismo do SBT, e com a exceção do horário que foi apresentado por Dudu Camargo, conta com uma bancada no cenário. Até novembro de 2016, era apresentado no estúdio da redação de jornalismo, onde eram comandados os boletins dos telejornais. A padronização foi realizada para dar "identidade própria" ao jornalismo do canal–tendo como espelho o SBT Brasil. Um mouse, usado para o apresentador controlar o teleprompter, também faz parte da bancada do telejornal. Tal como todos os outros telejornais exibidos pelo SBT, eram inseridos na tela um termômetro com as temperaturas atuais de várias capitais brasileiras e um relógio analógico com o horário atual de Brasília.

## Equipe
O jornalístico era inicialmente comandado pelo jornalista Marcelo Torres e o ex-repórter da sucursal gaúcha da emissora, Cassius Zeilmann, que se revezavam de hora em hora. Posteriormente, Torres foi substituído pelo repórter João Fernandes. Patricia Rocha foi escalada como âncora eventual do telejornal. Com o fim do Jornal do SBT e do Primeiro Impacto em janeiro de 2017, foram adicionados ao revezamento Analice Nicolau, Dudu Camargo, Joyce Ribeiro e Karyn Bravo. No entanto, Joyce e Patricia foram demitidas do canal no mesmo mês, junto com outras mudanças nos departamentos comercial e jornalístico.
Marcelo Torres retornou ao jornalístico após as demissões serem anunciadas, acarretando também numa realocação de horários dos outros apresentadores. Com a volta do Primeiro Impacto em 1 de fevereiro de 2017, Dudu Camargo deixou a equipe do SBT Notícias. Em fevereiro de 2017, Darlisson Dutra passa a ser âncora eventual do jornalístico. O repórter já havia apresentado antes da adoção do atual formato, agora ocupando a vaga deixada por Patricia Rocha.